# Niuzal (kotar)
Kotar Niuzal (njem: Bezirk Neusiedl am See, mađ:Nezsideri járás) je jedna od sedam administrativnih jedinica u austrijskoj saveznoj državi Gradišće. Sjedište kotara je grad Niuzal koja ima 6.506 stanovnika, dok cijeli kotar ima 53.472 stanovnika. 

## Administrativna podjela
Kotar Niuzal se dijeli na 27 administrativnih jedinica, od kojih su dva grada,  10 tržišnih gradova i 15 općina.
| Teritorijalna i politička podjela okruga Neusiedl am See | Teritorijalna i politička podjela okruga Neusiedl am See | Teritorijalna i politička podjela okruga Neusiedl am See | Teritorijalna i politička podjela okruga Neusiedl am See |
| Njemački naziv                                           | Hrvatski naziv                                           | Mađarski naziv                                           | Broj stanovnika                                          |
| Grad                                                     | Grad                                                     | Grad                                                     | Grad                                                     |
| -------------------------------------------------------- | -------------------------------------------------------- | -------------------------------------------------------- | -------------------------------------------------------- |
| Neusiedl am See                                          | Niuzalj                                                  | Nezsider                                                 | 6.506                                                    |
| Frauenkirchen                                            | Svetica za Jezerom                                       | Fertőboldogasszony                                       | 2.837                                                    |
| Tržišni gradovi                                          |                                                          |                                                          |                                                          |
| Andau                                                    | -                                                        | Mosontarcsa                                              | 2.409                                                    |
| Apetlon                                                  | -                                                        | Mosonbánfalva                                            | 1.825                                                    |
| Gols                                                     | -                                                        | Gálos                                                    | 367                                                      |
| Illmitz                                                  | -                                                        | Illmic                                                   | 2.477                                                    |
| Jois                                                     | -                                                        | Nyulas                                                   | 141                                                      |
| Podersdorf am See                                        | -                                                        | Pátfalu                                                  | 2.069                                                    |
| Sankt Andrä am Zicksee                                   | -                                                        | Mosonszentandrás                                         | 1.359                                                    |
| Wallern im Burgenland                                    | -                                                        | Valla                                                    | 1.887                                                    |
| Weiden am See                                            | -                                                        | Védeny                                                   | 2.148                                                    |
| Zurndorf                                                 | -                                                        | Zurány                                                   | 2.011                                                    |
| Općine                                                   |                                                          |                                                          |                                                          |
| Bruckneudorf                                             | -                                                        | Királyhida                                               | 2.836                                                    |
| Deutsch Jahrndorf                                        | Nimški Jandrof                                           | Németjárfalu                                             | 588                                                      |
| Edelstal                                                 | -                                                        | Nemesvölgy                                               | 598                                                      |
| Gattendorf                                               | Raušer                                                   | Gáta                                                     | 1.151                                                    |
| Halbturn                                                 | -                                                        | Féltorony                                                | 1.953                                                    |
| Kittsee                                                  | Gijeca                                                   | Köpcsény                                                 | 1.954                                                    |
| Mönchhof                                                 | -                                                        | Barátfalu                                                | 2.289                                                    |
| Neudorf bei Parndorf                                     | Novo Selo                                                | Mosonújfalu                                              | 699                                                      |
| Nickelsdorf                                              | Mikištrof                                                | Miklóshalma                                              | 1.552                                                    |
| Pama                                                     | Bijelo Selo                                              | Mosonkörtvélyes                                          | 1.051                                                    |
| Pamhagen                                                 | -                                                        | Pomogy                                                   | 1.697                                                    |
| Parndorf                                                 | Pandrof                                                  | Pándorfalu                                               | 3.967                                                    |
| Potzneusiedl                                             | Lajtica                                                  | Lajtafalu                                                | 513                                                      |
| Tadten                                                   | -                                                        | Tetény                                                   | 1.263                                                    |
| Winden am See                                            | -                                                        | Winden am See                                            | 1.251                                                    |

## Vanjske poveznice
- Savezna Država Gradišće Kotar Niuzal  Arhivirana inačica izvorne stranice od 11. veljače 2007. (Wayback Machine)